# István Vad
István Vad (Hungría; 30 de mayo de 1979) es un árbitro  de fútbol de Hungría. Es internacional FIFA desde el año 2007.

## Carrera en el fútbol
István ha dirigido como árbitro en la NB1, Primera División de Arabia Saudita, Primera División de Egipto, Liga de Campeones de la UEFA, UEFA Europa League, Copa Intertoto, eliminatorias a la Eurocopa de 2012, también las eliminatorias al mundial de 2010 y varios partidos amistosos internacionales.
En la Copa Mundial de Fútbol Sub-20 de 2011, pitó los partidos Argentina vs. México, Colombia vs. Malí de la primera fase, en octavos de final pitó el partido Brasil vs. Arabia Saudita.